# 扬子江路街道
扬子江路街道，是中华人民共和国新疆维吾尔自治区乌鲁木齐市沙依巴克区下辖的一个乡镇级行政单位。

## 行政区划
扬子江路街道下辖以下地区：
人民公园社区、青松苑社区、扬子江社区、新华社区、揽秀园社区、孔雀社区、腾威社区、十月社区、黑龙江路社区和汇月社区。